# 전장의 푸가
《전장의 푸가》는 사이버커넥트2가 제작한 전략 롤플레잉 게임이다. 《리틀 테일 브롱스》 시리즈의 네 번째 작품이다. 마이크로소프트 윈도우, 플레이스테이션 4, 플레이스테이션 5, 닌텐도 스위치, 엑스박스 원 및 엑스박스 시리즈 X/S 플랫폼으로 개발돼 2021년 7월 29일 전세계에 동시출시됐다. 영어판 제목은 《푸가: 강철의 선율》이다.
이야기상 전작 《테일 콘체르토》와 《소라토로보》의 이전 시간대를 다루는 프리퀄이다. 전쟁의 불길에 휘말린 시골 마을의 아이들이 거대 전차 '타라니스'를 탑승해 제국의 병사와 맞서는 내용을 다뤘다. 목표를 달성하기 위한 플레이어의 선택이 게임의 주된 진행방식으로, 인명을 대가로 하는 타라니스의 금단의 병기 소울 캐논이 게임 내 중심소재이다.
후속작 《전장의 푸가 2》가 2023년 5월에 발매됐다.

## 개발
2018년 2월, 사이버커넥트2는 차후 10년동안의 게임 개발을 위한 '차기계획 프로젝트'를 준비하기 위해 대거고용을 공지했다. 이 프로젝트가 발족한 첫 번째 게임 《전장의 푸가》는 아니메 엑스포 2019에서 처음 공개됐다. 이는 사이버커넥트2가 직접 배급하는 첫 번째 게임이다.

## 반응
《전장의 푸가》는 리뷰 애그리게이터 웹사이트 메타크리틱에서 "대체적으로 긍정적인 평가"를 기록했다.

## 참조

### 주해
1. ↑  일본어: 戦場のフーガ
2. ↑  영어: Fuga: Melodies of Steel